# Veronica Jones-Perry
Veronica Jones-Perry, född 20 januari 1997 i West Jordan, är en amerikansk volleybollspelare (spiker) som spelar för brasilianska SESC-RJ/Flamengo. Hon har även representerat USA:s landslag.

## Karriär
Mellan 2015 och 2018 spelade Jones-Perry för Brigham Young University i NCAA Division I.
Inför säsongen 2019/2020 skrev Jones-Perry på sitt första proffskontrakt med italienska Serie A1-klubben Banca Valsabbina Millenium Brescia. I januari 2020, efter en halv säsong i Italien, flyttade hon vidare till polska Liga Siatkówki Kobiet-klubben E.Leclerc Radomka Radom. Inför säsongen 2020/2021 flyttade Jones-Perry vidare till ligakonkurrenten Grot Budowlani Łódź. Med Budowlani Łódź vann hon polska supercupen 2020 och blev utsedd till matchens mest värdefulla spelare. Jones-Perry blev under säsongen utsedd till matchens mest värdefulla spelare totalt nio gånger och gjorde 518 poäng på 25 ligamatcher, vilket var fjärde flest av samtliga spelare.
Inför säsongen 2021/2022 flyttade Jones-Perry till sin tredje polska klubb, ŁKS Commercecon Łódź. Hon gjorde 437 poäng på 29 matcher under säsongen och slutade återigen på fjärde plats i poängligan. Inför säsongen 2022/2023 flyttade Jones-Perry till brasilianska SESC-RJ/Flamengo.

## Klubbar
Ungdomskarriär
- Copper Hills High School (2011–2015)

Seniorkarriär
- Brigham Young University (2016–2018)
- Banca Valsabbina Millenium Brescia (2019–2020)
- E.Leclerc Radomka Radom (2020)
- Grot Budowlani Łódź (2020–2021)
- ŁKS Commercecon Łódź (2021–2022)
- SESC-RJ/Flamengo (2022–)

## Meriter

### Klubblag
Grot Budowlani Łódź
- Polska supercupen
  -  Guld 2020

### Landslag
USA
- Panamerikanska cupen
  -  Guld 2019
  -  Brons 2022

### Individuellt
- 2017 – All-America Third Team
- 2017 – NCAA Division I: Lexington Regional All-Tournament Team
- 2018 – All-America First Team
- 2018 – NCAA Division I: Provo Regional MVP
- 2020 – Polska supercupen: MVP